# Café americano

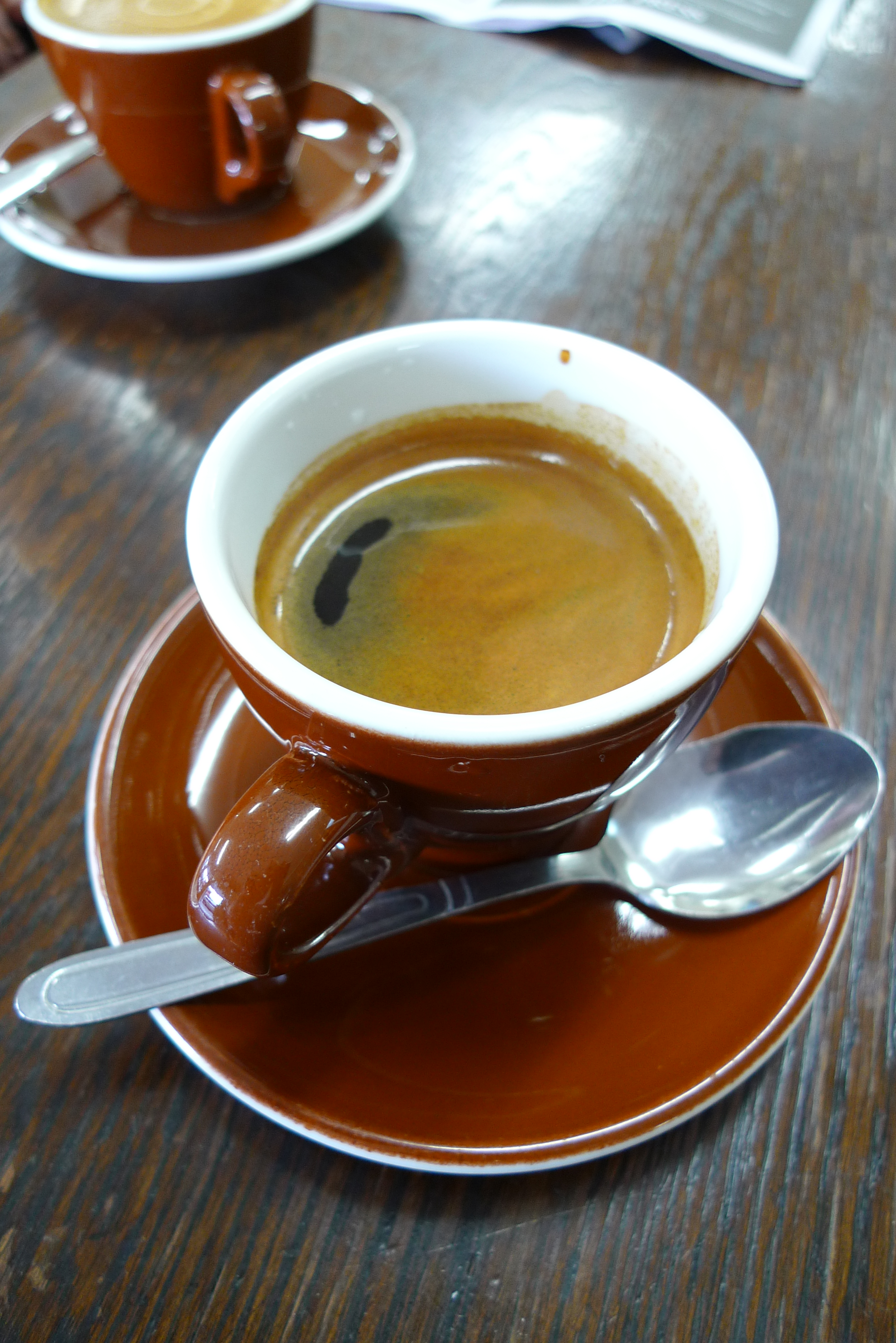
Xícara de café americano servida

O café americano ou simplesmente Americano é um estilo de café preparado por adição de água quente no café, dando uma força semelhante, mas sabor diferente, do café do gotejamento regular. A força de um Americano varia com o número de colheres de café e da quantidade de água adicionada.

## História
Alguns afirmam que o termo entrou na língua inglesa a partir do italiano na década de 1970. "Caffè Americano", especificamente, é o termo italiano para "café americano". Há uma crença popular de que o nome tem sua origem na Segunda Guerra Mundial, quando os soldados americanos na Itália diluíram o expresso com água quente para se aproximar do café ao qual estavam acostumados. Entretanto, o Oxford English Dictionary cita o termo como um empréstimo linguístico do espanhol centro-americano café americano, um termo depreciativo para café suave que data de meados da década de 1950. O primeiro uso da palavra em inglês aparece no jornal jamaicano Sunday Gleaner, em 1964. O termo caffè americano entrou no italiano mais tarde do que os usos em inglês ou espanhol, talvez como um empréstimo de um dos dois idiomas.

## Preparação
A bebida é constituída por uma única colher ou uma colher dupla de café expresso combinado com entre 30-470 ml de água quente. Um Americano é criado especificamente pela adição de água a um café expresso já extraído através da elaboração de mais água através das terras de café.
É importante adicionar a água quente somente após o espresso estar completamente pronto, pois isso preserva a integridade do sabor e mantém a crema presente na superfície, que é fundamental para a textura e a experiência gustativa do café americano.

## Variações
Alguma variantes à forma de preparar um café Americano são:
- O abatanado, em Portugal, é feito como um expresso normal mas deixando encher totalmente a chávena de chá.
- O americano gelado, feito pela combinação de café com água fria, em vez de água quente.
- O long black, famoso na Austrália e Nova Zelândia, feito através da adição de café de 30-60ml (1-2 fl oz) de água quente, mantendo o creme.
- A lungo, feita por um tiro de extração de café expresso por mais tempo dando mais volume, mas também que extrai alguns sabores amargos.
- O Red eye, feito com o café por gotejamento, em vez de água quente.